# Тяньчжу
Тяньчжу́ (кит. упр. 天柱, пиньинь Tiānzhù) — уезд Цяньдуннань-Мяо-Дунского автономного округа провинции Гуйчжоу (КНР).

## История
Уезд был образован во времена империи Мин в 1597 году.
После вхождения этих мест в состав КНР в 1950 году был создан Специальный район Чжэньюань (镇远专区), и уезд вошёл в его состав. В 1956 году Специальный район Чжэньюань был расформирован, и был образован Цяньдуннань-Мяо-Дунский автономный округ; уезд вошёл в состав нового автономного округа. В 1958 году уезд был присоединён к уезду Цзиньпин, но в 1961 году воссоздан.

## Административное деление
Уезд делится на 10 посёлков и 6 волостей.